# Шмидта (Алтайский край)
Шми́дта — посёлок в Рубцовском районе Алтайского края. Входит в состав Новороссийского сельсовета.

## История
Основан в 1927 году. В 1931 году сельскохозяйственная артель КИМ состояла из 100 хозяйств, основное население - русские. В административном отношении находилась в составе Тишинского сельсовета Рубцовского района.

## Население
| 1931 | 1997 | 1998 | 1999 | 2000 | 2001 |
| ---- | ---- | ---- | ---- | ---- | ---- |
| 339  | ↘109 | ↘107 | ↘104 | ↗106 | ↘102 |
| 2002 | 2003 | 2004 | 2005 | 2006 | 2007 |
| ↘98  | →98  | ↘97  | ↘93  | ↘85  | ↘83  |
| 2008 | 2009 | 2010 | 2011 | 2012 | 2013 |
| ↘75  | ↗77  | ↗99  | ↘97  | ↘95  | ↘91  |

## Улицы
В посёлке имеется одна улица — Степная.